# Renaison
Renaison és un municipi francès situat al departament del Loira i a la regió d'Alvèrnia-Roine-Alps. L'any 2007 tenia 2.832 habitants.

## Demografia

### Població
El 2007 la població de fet de Renaison era de 2.832 persones. Hi havia 1.153 famílies de les quals 293 eren unipersonals (88 homes vivint sols i 205 dones vivint soles), 422 parelles sense fills, 370 parelles amb fills i 68 famílies monoparentals amb fills.
La població ha evolucionat segons el següent gràfic:
Habitants censats

### Habitatges
El 2007 hi havia 1.311 habitatges, 1.180 eren l'habitatge principal de la família, 35 eren segones residències i 95 estaven desocupats. 1.146 eren cases i 163 eren apartaments. Dels 1.180 habitatges principals, 921 estaven ocupats pels seus propietaris, 235 estaven llogats i ocupats pels llogaters i 24 estaven cedits a títol gratuït; 5 tenien una cambra, 62 en tenien dues, 150 en tenien tres, 348 en tenien quatre i 615 en tenien cinc o més. 897 habitatges disposaven pel capbaix d'una plaça de pàrquing. A 466 habitatges hi havia un automòbil i a 621 n'hi havia dos o més.

### Piràmide de població
La piràmide de població per edats i sexe el 2009 era:
| Homes | Edats   | Dones |
| ----- | ------- | ----- |
| 0     | 95 o +  | 0     |
| 12    | 90 a 94 | 16    |
| 20    | 85 a 89 | 36    |
| 24    | 80 a 84 | 28    |
| 40    | 75 a 79 | 84    |
| 48    | 70 a 74 | 60    |
| 76    | 65 a 69 | 92    |
| 60    | 60 a 64 | 64    |
| 44    | 55 a 59 | 56    |
| 112   | 50 a 54 | 108   |
| 108   | 45 a 49 | 80    |
| 148   | 40 a 44 | 124   |
| 80    | 35 a 39 | 132   |
| 56    | 30 a 34 | 64    |
| 60    | 25 a 29 | 56    |
| 48    | 20 a 24 | 40    |
| 148   | 15 a 19 | 93    |
| 104   | 10 a 14 | 100   |
| 72    | 5 a 9   | 84    |
| 64    | 0 a 4   | 60    |

## Economia
El 2007 la població en edat de treballar era de 1.756 persones, 1.263 eren actives i 493 eren inactives. De les 1.263 persones actives 1.175 estaven ocupades (595 homes i 580 dones) i 86 estaven aturades (39 homes i 47 dones). De les 493 persones inactives 248 estaven jubilades, 133 estaven estudiant i 112 estaven classificades com a «altres inactius».

### Ingressos
El 2009 a Renaison hi havia 1.178 unitats fiscals que integraven 2.850 persones, la mediana anual d'ingressos fiscals per persona era de 18.885 €.

### Activitats econòmiques
Dels 151 establiments que hi havia el 2007, 1 era d'una empresa extractiva, 7 d'empreses alimentàries, 1 d'una empresa de fabricació de material elèctric, 1 d'una empresa de fabricació d'elements pel transport, 11 d'empreses de fabricació d'altres productes industrials, 20 d'empreses de construcció, 33 d'empreses de comerç i reparació d'automòbils, 7 d'empreses de transport, 14 d'empreses d'hostatgeria i restauració, 2 d'empreses d'informació i comunicació, 6 d'empreses financeres, 7 d'empreses immobiliàries, 13 d'empreses de serveis, 17 d'entitats de l'administració pública i 11 d'empreses classificades com a «altres activitats de serveis».
Dels 48 establiments de servei als particulars que hi havia el 2009, 1 era una oficina d'administració d'Hisenda pública, 1 oficina de correu, 3 oficines bancàries, 1 funerària, 4 tallers de reparació d'automòbils i de material agrícola, 1 taller d'inspecció tècnica de vehicles, 2 autoescoles, 6 paletes, 2 guixaires pintors, 4 fusteries, 2 lampisteries, 3 electricistes, 6 perruqueries, 1 veterinari, 7 restaurants, 2 agències immobiliàries i 2 salons de bellesa.
Dels 19 establiments comercials que hi havia el 2009, 1 era un supermercat, 1 una botiga de més de 120 m², 2 fleques, 2 carnisseries, 1 una peixateria, 1 una llibreria, 2 botigues de roba, 1 una botiga d'equipament de la llar, 3 sabateries, 1 una botiga d'electrodomèstics, 1 un drogueria, 1 una joieria i 2 floristeries.
L'any 2000 a Renaison hi havia 20 explotacions agrícoles que ocupaven un total de 510 hectàrees.

## Equipaments sanitaris i escolars
L'únic equipament sanitari que hi havia el 2009 era una farmàcia.
El 2009 hi havia 1 escola maternal i 1 escola elemental. Renaison disposava d'un col·legi d'educació secundària amb 473 alumnes.

## Poblacions més properes
El següent diagrama mostra les poblacions més properes.